# Герб Південної Джорджії та Південних Сандвічевих Островів
Герб Південної Джорджії та Південних Сандвічевих Островів офіційно був прийнятий в 1985 р., відразу ж після створення британської заморської території. До 1985 р. використовувався герб Фолклендських Островів.
Герб Південної Джорджії і Південних Сандвічевих островів складається з щита, покритого білими і блакитними ромбами, що містить трикутник зеленого кольору, в якому розміщений золотий лев, що тримає смолоскип, і дві жовтих зірки. Лев зі смолоскипом представляє Велику Британію і відкриття островів. Білі та блакитні ромби взяті з герба Джеймса Кука, першовідкривача островів.
Щитотримачами виступають морський лев і золотоволосий пінгвін, яких вдосталь водиться на островах. Над щитом височить північний олень, від двох стад північного оленя, виявлених на островах Південної Джорджії. Морський лев стоїть на горі, в той час як пінгвін стоїть на льоду.
Під щитом розміщений девіз «Нехай лев захистить свою країну» (лат. Leo Terram Propriam Protegat).
Герб також зображений на прапорі Південної Джорджії та Південних Сандвічевих островів